# Gert Prokop
Gert Prokop, né le 11 juin 1932 à Richtenberg et décédé le 1er mars 1994 à Berlin par suicide, est depuis 1971 un écrivain de littérature pour la jeunesse, de science-fiction et de romans policiers. Il a vécu en République démocratique allemande.

## Biographie
L'écrivain Gert Prokop grandit à Richtenberg. Il quitta sa région natale en 1950 pour s'installer à Berlin. Il fit d'abord des études à l'École des Beaux-Arts Weißensee pendant deux semestres, avant de travailler comme journaliste à la Neue Berliner Zeitung. De 1967 à 1970, il fut documentariste. Sa carrière d'écrivain débuta en 1971. Il se suicida le 1er mars 1994.

## Travail d'écrivain
Le roman de détective pour la jeunesse de Gert Prokop intitulé Detektiv Pinky (Pinky détective), qui raconte l'histoire de l'orphelin Pinky, fut l'un des grands classiques de la littérature pour la jeunesse en ex RDA. Le roman fut porté au cinéma en 2001 sous le titre Pinky und der 1.000.000 Mops par Stefan Lukschy (de).
Les nouvelles de science-fiction de Gert Prokop (rassemblées sous le titre Wer stiehlt schon Unterschenkel? et Der Samenbankraub) sont également une forme de critique sociale. Les aventures d'un détective au beau milieu d'une Amérique futuriste et totalitaire décrivent une dystopie dans laquelle chaque individu est surveillé par les institutions d'État et livré au pouvoir exorbitant de grandes multinationales.

## Œuvres
- (de) Der Tod des Reporters, Verlag Das neue Berlin, 1973, roman policier ;
- (de) Der Drache mit den veilchenblauen Augen, Der Kinderbuchverlag Berlin, 1974, livre pour enfants ;
- (de) Gute-Nacht-Geschichten für verträumte Kinder, Verlag Benziger, Zürich, 1975, livre pour enfants ;
- (de) Der kleine Riese und andere Märchen, Der Kinderbuchverlag Berlin, 1976, livre pour enfants ;
- (de) Wer stiehlt schon Unterschenkel?, Das Neue Berlin, 1977, histoires de détectives (avec le personnage de Timothy Truckle)
- (de)  Die Sprache der Fotographie, Berlin, Neues Leben, 1978, livre de photographies ;
- (de) Die Maus im Fenster, Der Kinderbuchverlag Berlin, 1980, livre pour enfants ;
- (de) Der Tod der Unsterblichen, Verlag Heyne; 1981, nouvelles policières de science-fictions ;
- (de) Detektiv Pinky, Der Kinderbuchverlag Berlin, 1982, livre pour la jeunesse ;
- (de) Der Samenbankraub, Das Neue Berlin, 1983, nouvelles policières de science-fiction ;
- (de) Die Phrrks, Das Neue Berlin, 1988, récits fantastiques ;
- (de) Das todsichere Ding, Das Neue Berlin, 1988, roman policier de science-fiction ;
- (de) Der Hausflug, Der Kinderbuchverlag Berlin, 1989, livre pour la jeunesse ;
- (de) Null minus unendlich, Das Neue Berlin, 1990, récits fantastiques ;
- (de) So blond, so schön, so tot, Das Neue Berlin, 1994, roman policier ;
- (de) Einer muß die Leiche sein, DEFA, 1977, scenario de film.